# Saint-Jean-de-Vaulx
Saint-Jean-de-Vaulx ist eine französische Gemeinde mit 526 Einwohnern (Stand: 1. Januar 2022) im Département Isère in der Region Auvergne-Rhône-Alpes. Sie gehört zum Arrondissement Grenoble und zum Kanton Matheysine-Trièves.

## Geographie
Die Gemeinde Saint-Jean-de-Vaulx liegt auf fast 1000 m über dem Meer in einem Hochtal östlich des Drac-Tals, etwa 19 Kilometer südlich von Grenoble. Das Gemeindegebiet von Saint-Jean-de-Vaux umfasst die nördliche Hälfte der Montagne du Conest, einem weit nach Westen ausgreifenden Ausläufer des Oisans-Massivs. In der Montagne du Conest bildet der Gipfel des Beauregard mit 1632 m über dem Meer den höchsten Punkt der Gemeinde. Umgeben wird Saint-Jean-de-Vaulx von den Nachbargemeinden Champ-sur-Drac (Berührungspunkt) und Saint-Pierre-de-Mésage (Berührungspunkt) im Norden, Laffrey im Nordosten und Osten, Saint-Théoffrey im Osten und Südosten, Notre-Dame-de-Vaulx im Süden und Westen sowie Saint-Georges-de-Commiers im Westen und Nordwesten.

## Bevölkerungsentwicklung
| Jahr                       | 1962 | 1968 | 1975 | 1982 | 1990 | 1999 | 2006 | 2014 | 2021 |
| -------------------------- | ---- | ---- | ---- | ---- | ---- | ---- | ---- | ---- | ---- |
| Einwohner                  | 203  | 174  | 131  | 226  | 331  | 451  | 486  | 546  | 529  |
| Quellen: Cassini und INSEE |      |      |      |      |      |      |      |      |      |

## Sehenswürdigkeiten

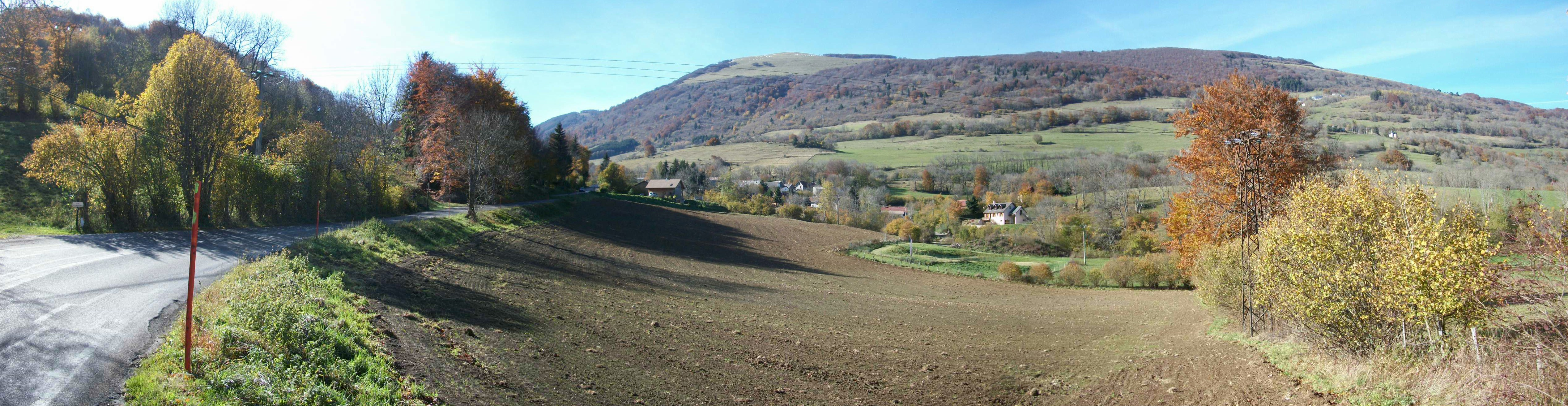
Blick auf den Ortsteil Les Pras

- Kirche Saint-Jean-Baptiste